# Папе Хабіб Гуейє
Папе Хабіб Гуейє (фр. Pape Habib Guèye, нар. 20 вересня 1999) — сенегальський футболіст, нападник шотландського клубу «Абердин» та молодіжної збірної Сенегалу.
Виступав також за клуби «Олесунн», «Кортрейк» та «Абердин».
Володар Кубка Шотландії.

## Клубна кар'єра
Народився 20 вересня 1999 року. Вихованець футбольної школи клубу «Академ'є Дароу Салам».
У дорослому футболі дебютував 2018 року виступами за команду «Олесунн», e якій провів один сезон, взявши участь у 53 матчах чемпіонату.  Більшість часу, проведеного у складі «Олесунна», був основним гравцем атакувальної ланки команди. У складі «Олесунна» був одним з головних бомбардирів команди, маючи середню результативність на рівні 0,42 гола за гру першості.
Своєю грою за цю команду привернув увагу представників тренерського штабу клубу «Кортрейк», до складу якого приєднався 2020 року. Відіграв за команду з Кортрейка наступні три сезони своєї ігрової кар'єри. Граючи у складі «Кортрейка» також здебільшого виходив на поле в основному складі команди.
У 2023 році уклав контракт з клубом «Абердин», у складі якого провів наступний рік своєї кар'єри гравця. 
Протягом 2024 року захищав кольори клубу «Крістіансунн».
До складу клубу «Абердин» приєднався 2024 року. Станом на 17 травня 2025 року відіграв за команду з Абердина 20 матчів в національному чемпіонаті.

## Виступи за збірну
У 2017 році залучався до складу молодіжної збірної Сенегалу. На молодіжному рівні зіграв у 8 офіційних матчах.

## Титули і досягнення
- Володар Кубка Шотландії (1):

«Абердин»: 2024-2025